# Liste der Orte in der Gemeinde Baucau

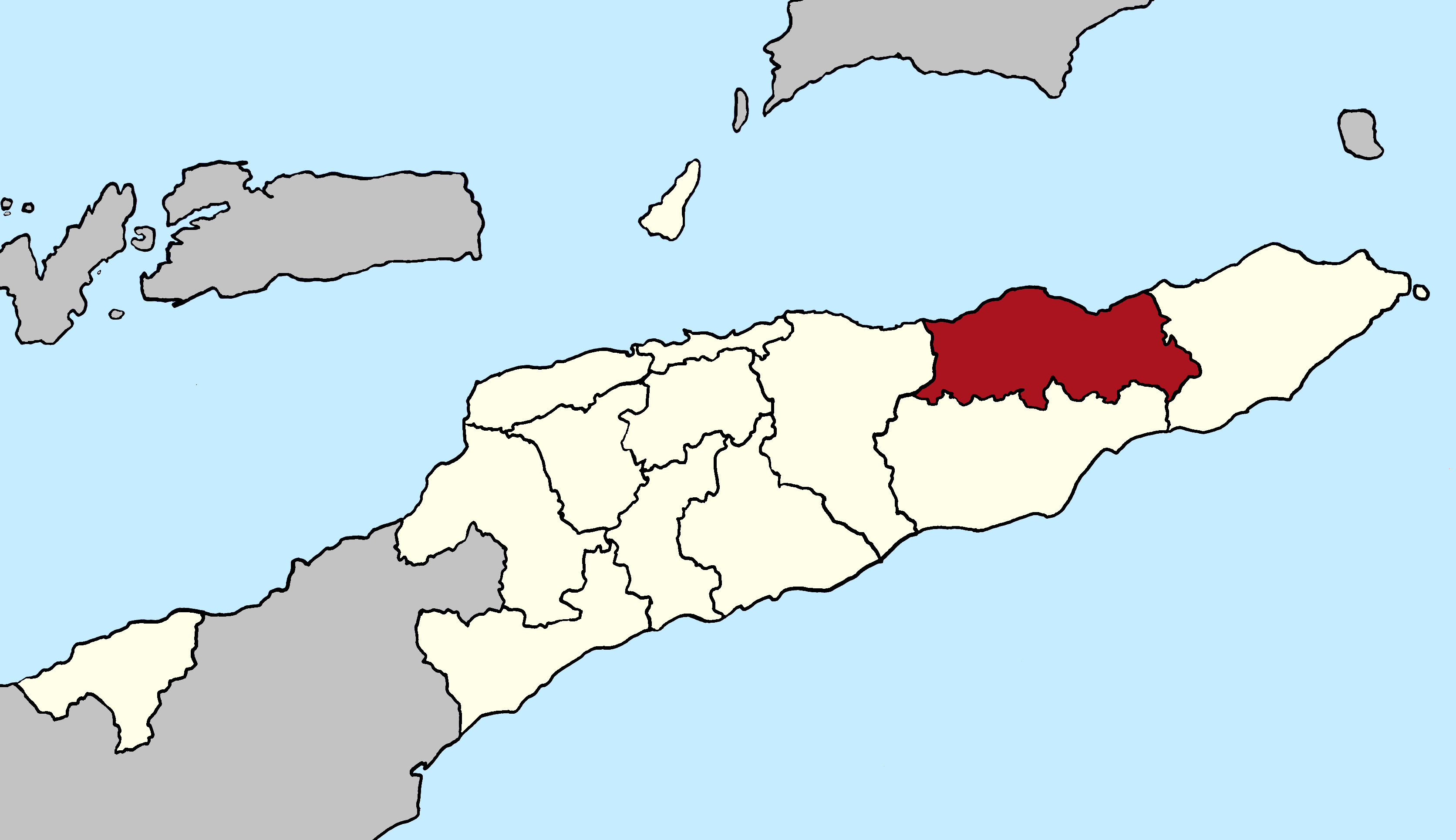
Die Gemeinde Baucau in Osttimor

Die Liste der Orte in der Gemeinde Baucau gibt an, welche Ortschaften in jedem Suco der osttimoresischen Gemeinde Baucau liegen und welche geographische Koordinaten und Meereshöhe sie haben.

## Landkarten

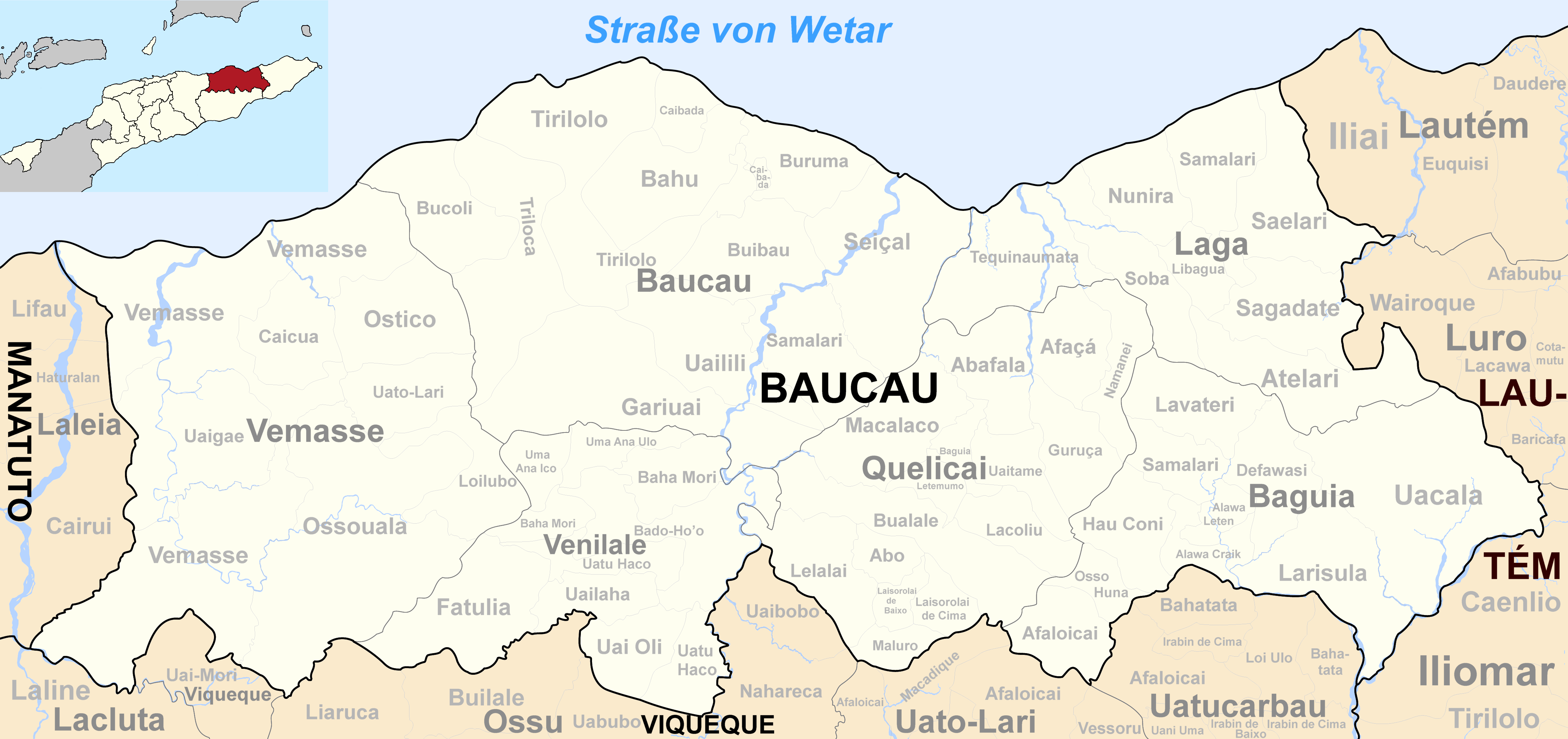
Die Gemeinde Baucau

## Liste

### DasVerwaltungsamtBaguia
| \| Baguia \| |
| Baguia       |

| Baguia |

### Das Verwaltungsamt Baucau
| \| Baucau \| |
| Baucau       |

| Baucau |

### Das Verwaltungsamt Laga
| \| Laga \| |
| Laga       |

| Laga |

### Das Verwaltungsamt Quelicai
| \| Quelicai \| |
| Quelicai       |

| Quelicai |

### Das Verwaltungsamt Vemasse
| \| Vemasse \| |
| Vemasse       |

| Vemasse |

### Das Verwaltungsamt Venilale
| \| Venilale \| |
| Venilale       |

| Venilale |

## Belege
Die Schreibweise der Ortsnamen folgt, sofern vorhanden, den Angaben zu den administrativen Einteilungen in:
- Jornal da Républica mit dem Diploma Ministerial n.° 199/09 (Memento vom 3. Februar 2010 im Internet Archive) (portugiesisch; PDF; 323 kB)

Die Liste der Ortschaften wird mit folgenden Karten erstellt:
- Timor-Leste GIS-Portal (Memento vom 30. Juni 2007 im Internet Archive)
- UNMIT Karten der Distrikte 2008

Bei unterschiedlicher Schreibweise der Ortsnamen, wird den Angaben des GIS-Portals gefolgt. Die anderen Schreibweisen für einzelne Orte finden sich in den Artikel zu den einzelnen Sucos des Landes.
Die Meereshöhen und Koordinaten wurden entnommen von:
- Global Gazetteer Version 2.2: Directory of Cities, Towns, and Regions in East Timor

Bei Global Gazetteer aufgeführte Orte, die nicht durch eine Karte bestätigt sind, werden nicht mit in die Liste aufgenommen.
Koordinaten, die nicht bei Global Gazetteer aufgeführt sind, werden mit Hilfe von Google Maps ermittelt.
1. 1 2 3 4 5 6 7 8 9 10 11 12 13 14 15 16 17 18 19 20 21 22 23 24 25 26 27 28 29 30 31 32 33 34 35  Google Maps

- Karte mit allen Koordinaten:
- OSM |
- WikiMap